# Café-au-lait-fläckar
Café-au-lait-fläckar är en café-au-lait-färgad, ej upphöjd hudförändring som kan vara ett tidigt tecken på en rad sjukdomar. 95 % av patienter med neurofibromatos uppskattas ha fläckarna, men fläckarna kan också förekomma utan sjukdomen.
Café-au-lait-fläckar är även ett slags födelsemärke, och fläckarna har fått sitt namn av att deras färg påminner om kaffe med mjölk (café au lait). Fläckarna kan variera i storlek från cirka 1–2 mm till att vara större än 20 cm i diameter. Fläckarna är vanligast förekommande hos barn. Ofta har ett i övrigt friskt barn en eller två fläckar, men det är även möjligt att ha flera café-au-lait-fläckar än så.